# Chesterfield (Illinois)
Chesterfield – wieś w USA, w stanie Illinois, w hrabstwie Macoupin.

## Demografia
Liczba mieszkańców w 2000 r. wynosiła 223, a powierzchnia 1,4 km². W 2023 r. liczba mieszkańców spadła do 165 osób, a gęstość zaludnienia poniżej 118 osób/km².